# William Flackton
William Flackton (* 27. März 1709 in Canterbury; † 5. Januar 1798 ebenda) war ein englischer Buchhändler, Verleger, Musiksammler und Komponist.

## Leben
William Flackton erhielt ab seinem siebten Lebensjahr, von 1716 bis 1725 eine musikalische Ausbildung als Chorknabe an der Kathedrale von Canterbury. Während dieser Zeit begann er eine Lehre bei einem Buchhändler. 1727 eröffnete Flackton seine eigene Buchhandlung mit Verlag. Ab 1735 war er Organist an der Kirche im benachbarten Faversham. William Flackton begann nach 1730 mit der Organisation von öffentlichen Konzerten in Canterbury und wurde schnell zum wichtigsten Konzertorganisator der Stadt. Als Musiksammler hinterließ er eine zum Teil mit dem Organisten von Canterbury, Daniel Henstridge (~1650–1736) zusammengestellte Handschriftensammlung (Flackton Collection) von englischer Kirchenmusik aus dem 17. und 18. Jahrhundert, die in der British Library aufbewahrt wird.

## Werk
Flacktons Kompositionen entsprechen nicht mehr dem Stil ihrer Entstehungszeit, sie orientieren sich zum Teil, wie seine Violasonaten, an Vorbildern des früheren 18. Jahrhunderts, in ihnen findet sich der Stil Francesco Geminianis wieder. Diese Sonaten sind wohl aus einem Mangel an verfügbarer Sololiteratur für Viola entstanden. Zu den erhaltenen Werken Flacktons gehören einige Vokalwerke, teilweise mit Instrumentalbegleitung, wie Lieder, Hymnen, Anthems und eine Kantate. Sein Instrumentalwerk umfasst 6 Triosonaten für 2 Violinen und B.c. (1758), 3 Solos für Viola und B.c. und 3 Solos für Cello und B.c. op. 2, 6 Ouvertüren für Cembalo op. 3 (1771), 2 weitere Soli (1 für Viola, 1 für Cello) mit B.c. (1776). Im Vorwort seiner Sonaten für Tenor (oder Tenor-Violin, dies waren die üblichen englischen Bezeichnungen für Bratsche) bedankt sich Flackton ausdrücklich bei „Mr. Abel“ (Carl Friedrich Abel) „für die Durchsicht und Korrektur seiner Manuskripte und drückt die Hoffnung aus, dass seine Werke dazu dienen mögen dem vernachlässigten Instrument eine höhere Verehrung und Geschmack zu verschaffen“.